# Amazophrynella bokermanni
Amazophrynella bokermanni – gatunek płaza bezogonowego z rodziny ropuchowatych (Bufonidae).

## Systematyka
Amazophrynella bokermanni zalicza się do rodziny ropuchowatych.

## Cykl życiowy
Płaz rozmnaża się dzięki roślinom ananasowatym. Występuje stadium larwalne. Samica składa jaja na korzeniach powietrznych znajdujących się nad nietrwałymi istniejącymi tylko czasowo zbiornikami wodnymi. Z jaj wylęgają się larwy, które rozwijają się we wspomnianych zbiornikach wody.

## Rozmieszczenie geograficzne
Płaz ten jest endemitem Brazylii. W przeciwieństwie do Dendrophryniscus berthalutzae o szerokim zasięgu występowania bezogonowy ten znany jest jedynie ze swej lokalizacji typowej: Parintins w stanie Amazonas oraz jeszcze Rio Trombetas w Pará. Międzynarodowa Unia Ochrony Przyrody podejrzewa jednak, że zwierzę może występować szerzej, niż to wynika z obserwacji.

## Ekologia
Siedlisko tego gatunku to stary las, w obrębie którego żyje on w ściółce.

## Zagrożenia i ochrona
Z jednej strony płaz cechuje się bardzo ograniczonym zasięgiem występowania, z drugiej – występuje na nim obficie. Jego całkowita liczebność utrzymuje się na stałym poziomie.
Płaz zagrożony jest utratą środowiska naturalnego. Chodzi tutaj głównie o wylesianie: las niszczony jest pod pastwiska dla bydła bądź dla pozyskania drewna. Występuje jednak na kilku obszarach objętych ochroną.